# Hamburger Morgenpost
Le Hamburger Morgenpost, dit le Mopo, est un quotidien allemand fondé en 1949 par le Parti social-démocrate.
Le 11 janvier 2015, le siège du journal est victime d'un début d'incendie à la suite de la publication de caricatures de Charlie Hebdo.

## Histoire
Le Hamburger Morgenpost a été fondé en 1949 en tant que journal quotidien, avec un tirage initial de 6000 exemplaires, par le journaliste hambourgeois et membre du SPD Heinrich Braune, au départ contre l'opposition au sein même du SPD. Il a été publié pour la première fois le 16 septembre 1949 et édité par la maison d'édition Auerdruck, liée au SPD. Jusqu'à la fin de 1966, le Hamburger Echo y a également été publié, mais sa fermeture a été décidée par le trésorier du SPD de l'époque, Alfred Nau, en tant que président du conseil de surveillance de l'éditeur, forçant ainsi la décision de fermer le journal sous la direction de l'éditorialiste moins performant Hellmut Kalbitzer. Jusqu'à la fin des années 1950, le tirage atteint 450 000 exemplaires. Après l'arrivée de Bild du groupe Axel Springer en tant que second journal sur le marché hambourgeois, le tirage du Hamburger Morgenpost a progressivement diminué, atteignant 351 000 exemplaires en 1972. La concurrence accrue d'autres journaux comme le Hamburger Abendblatt, fondé en 1948, a également réduit l'intérêt pour les journaux liés à un parti à Hambourg.
En 1980, le SPD a vendu le journal à l'homme d'affaires suisse Eduard Greif, qui le revendit à Gruner + Jahr en 1986. En 1986, la Morgenpost faisait partie des fondateurs de la station de radio Radio Hamburg et détenait depuis lors cinq pour cent des parts de la station. En 1986-87, une édition locale à Brême, Bremer Morgenpost, fut lancée, mais elle a été fermée après quelques mois. En 1989, le tirage avait chuté à 135 000 exemplaires. En 1999, Gruner + Jahr a vendu le journal à Frank Otto et Hans Barlach.
En 2004, Hans Barlach a acquis toutes les parts de Frank Otto, avant que toutes les parts ne soient reprises en janvier 2006 par la BV Deutsche Zeitungsholding. En janvier 2009, la BV Deutsche Zeitungsholding a été vendue au groupe britannique Mecom, qui a ensuite revendu l'entreprise au groupe médiatique de Cologne M. DuMont Schauberg.
Le 6 février 2020, le groupe DuMont Medien a annoncé la vente du Hamburger Morgenpost à l'entrepreneur Arist von Harpe. La collaboration commencée en octobre 2018 avec le RedaktionsNetzwerk Deutschland, qui fournissait des contenus nationaux pour le journal, a été ensuite interrompue,.
Depuis le 12 avril 2024, le Hamburger Morgenpost n'est plus publié quotidiennement, mais uniquement chaque vendredi. Cette transformation d'un journal quotidien en hebdomadaire a été motivée par la chute drastique du tirage quotidien.

### Incendie du 11 janvier 2015
Après l'attaque contre Charlie Hebdo, la Morgenpost avait reproduit des caricatures de Mohammed selon une idée du rédacteur en chef de l'époque, Frank Niggemeier.
Dans la nuit du 11 janvier 2015, vers 1 h du matin, des inconnus jettent des pierres et provoquent un incendie dans les locaux du journal. En juillet 2017, trois hommes radicalisé islamistes ont été condamnés à des peines de prison avec sursis allant jusqu'à deux ans et à des travaux d'intérêt général. Un autre homme a été condamné uniquement à des travaux d'intérêt général.

## Localisation
Depuis 2018, le siège du journal il est situé dans l'OttensenOpen à Ottensen.

## Liens externes

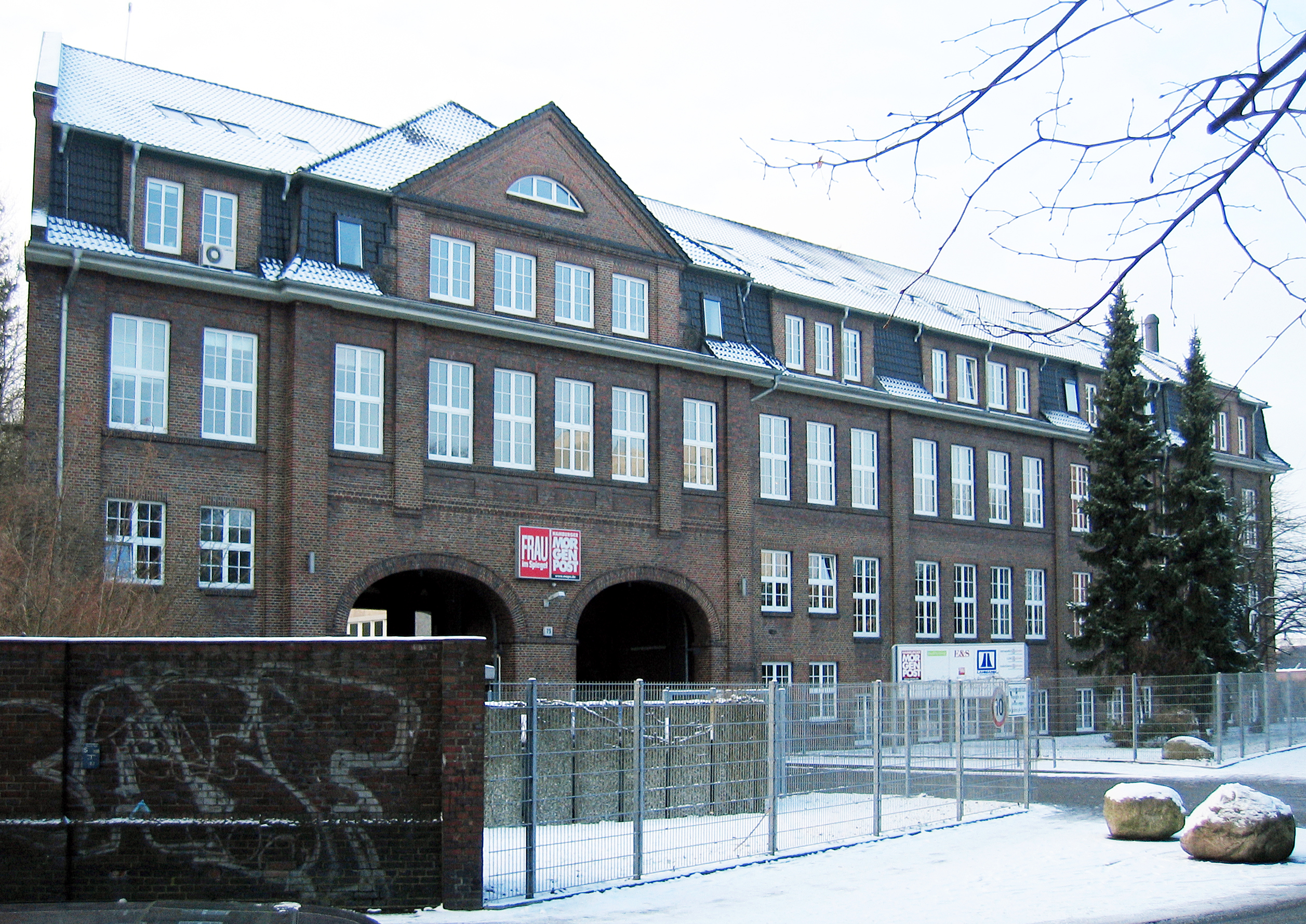
La maison d'édition qui se trouve à Bahrenfeld.